# Metopius hispanicus
Metopius hispanicus là một loài tò vò trong họ Ichneumonidae.